# Marie Michèle Rey

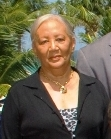
Marie Michèle Rey (2010)

Marie Michèle Rey, auch Mamie Rey, (* 17. April 1938; † 2. Januar 2019) war eine haitianische Politikerin und Frauenrechtlerin.

## Leben
Rey wurde am 17. April 1938 in Haiti geboren. Sie war die Tochter eines Offiziers, der während der Diktatur von François Duvalier im Fort Dimanche inhaftiert war und später Konsul von Haiti in Jamaika wurde. Ihr Großvater väterlicherseits war Jamaikaner. Ihren Großvater mütterlicherseits lernte sie nie kennen, da er unter dem Regime von Vilbrun Guillaume Sam ermordet wurde.
Ihre Grund- und Sekundarschulbildung erhielt sie an verschiedenen katholischen Schulen in Cap-Haïtien, Port-au-Prince und Port-de-Paix. Nach ihrem Abitur studierte sie Ende der 1960er Jahre an der Immaculate Conception High School in Kingston (Jamaika) Betriebswirtschaftslehre und Buchführung.
Nach ihrem Studium arbeitete sie für ein haitianisch-amerikanischen Projekt. Nach ihrer Heirat widmete sie sich ohne Berufstätigkeit ihren beiden Kindern.
Ihren Wiedereinstieg in das Berufsleben fand sie als Ortskraft der amerikanischen Botschaft in Haiti, bevor sie 1974 als örtliche Managerin zur Citibank ging. 1983 wechselte sie zur Banque Nationale de Paris, für die sie eine Filiale in Cap-Haïtien leitete.
Nach einer ersten Zeit in der Politik wurde Rey Mitte der 1990er Jahre in den Vorstand der Teleco und später des Service Maritime et de Navigation d'Haiti (SEMANAH) berufen.
In dem politisch unruhigen Umfeld ihres Landes wurde sie mehrfach Ziel von Attentatsversuchen, insbesondere bei einem bewaffneten Angriff auf ihr Haus. Ihr Ehemann wurde im Jahr 1999 ermordet. Sie selbst starb am 2. Januar 2019 in Delmas eines natürlichen Todes. Die Trauerfeier fand am 8. Januar 2019 in der Kirche St. Pierre in Pétionville statt.

## Politische Ämter
Rey hatte eine bedeutende politische Laufbahn, die sie verschiedentlich in Ministerämter führte:
- Finanzministerin vom 19. Februar bis 30. September 1991 (Präsident Aristide, Premierminister Préval)
- Finanzministerin vom 1. September bis 7. November 1993 (Präsident Aristide, Premierminister Malval)

- Finanzministerin vom 8. November 1994 bis 7. November 1995[2] (Präsident Aristide, Premierminister Michel)

Ihre Grundeinstellung als Finanzministerin fasste sie selbst so zusammen:

„Je préfère avoir l’air de Margaret Thatcher quand je gère les finances d’un pays. Je peux me permettre de faire des largesses avec mes fonds propres, mais pas avec l’argent de l’État. Je ne plaisante pas. C’est mon engagement.“

„Ich bevorzuge es, wie Margaret Thatcher auszusehen, wenn ich die Finanzen eines Landes verwalte. Ich kann es mir leisten, mit meinem eigenen Geld großzügig zu sein, aber nicht mit dem Geld des Staates. Ich meine es ernst. Das ist meine Verpflichtung.“

- Außenministerin vom November 2009 bis 14. Mai 2011 (Präsident Préval, Premierminister Bellerive)
- Außenministerin vom 14. Mai bis 24. Oktober 2011 (Präsident Martelly, Premierminister Bellerive)

Im Februar 1996 wurde sie Mitglied des persönlichen Stabs von Präsident Préval und war dort für Wirtschaftsangelegenheiten zuständig.
Sie setzte die Integration Haitis in die Karibische Gemeinschaft (Caricom) um und wurde am 27. November 2006 zur Leiterin des Büros für die Koordination und Überwachung der Caricom-, WTO- und FTAA-Abkommen ernannt.

## Gesellschaftliches Engagement
Im Jahr 1982 gründete Rey sie zusammen mit Josseline Colimon Féthière und Evelyne François den Fonds haitien d'aide à la femme (Haitianischer Fonds zur Förderung der Frau; FHAF), eine Mikrofinanz-Institution für Frauen.
Sie gründete ferner im Jahr 1984 die Association pour la promotion de la famille haïtienne (Vereinigung zur Unterstützung der haitianischen Familie; PROFAMIL).
Zusammen mit Clorindre Zéphyr Enfofanm gründete sie schließlich ein Dokumentations- und Forschungszentrum für die Emanzipationsbewegung der Frauen.